# Coline Bouby
Pour les articles homonymes, voir Bouby.
Coline Bouby, née le 14 août 1998 à Saint-Mandé (Val-de-Marne), est une footballeuse française évoluant en D2, à l'OGC Nice. Formée au Paris Saint-Germain, elle occupe aujourd'hui le poste de défenseur.

## Biographie

### Jeunesse et formation
Elle commence le football très tôt, à l'école élémentaire. On lui repère tout de suite un talent hors norme, son pied gauche fait des merveilles. Ses proches la poussent donc à aller au bout de sa passion. Comme l'immense majorité des filles de cette génération, les clubs de football exclusivement réservés aux féminines se faisant particulièrement rares, elle débute dans une équipe de garçon, dite alors mixte.

En 2012, elle se fait repérer par la section-jeune du Paris Saint-Germain, cette période marque le départ du projet du club de modernisé et pérennisé sa section féminine. Farid Benstiti est l'entraîneur de l'équipe première à l'époque et c'est à son initiative, notamment, que le centre de formation des féminines va être créé sur le même modèle que celui de l'OL ou de l'EAG.

Elle est encore trop jeune pour intégrer l'équipe du centre de formation, libellée U19 (et contenant les catégories d'age U18 U17 U16), sa première saison au sein du club de la capitale se fait donc dans ce qui s'apparente à une équipe B.

Durant la saison 2013-2014, elle commence à faire ses premières apparitions dans le groupe des U19, c'est-à-dire avec le centre de formation, entraîné par Pierre-Yves Bodineau.

C'est la saison 2014-2015 qui l'installe totalement comme joueuse du centre de formation à part entière, les entraînements sont alors quotidiens et se déroule au Stade Jules-Noël situé dans le 14e arrondissement de Paris. Durant les saisons suivantes, elle devient une cadre de l'équipe et s’entraîne sur les terrains synthétiques annexes du Stade Charléty situé dans le 13e arrondissement.

A la fin de la saison 2016-2017, elle arrive au terme de sa formation et n'est plus en age de jouer dans la catégorie U19 pour la saison suivante. Son club décide de ne pas la prolonger. Elle ne passera pas professionnelle au sein de l'effectif du Paris Saint-Germain, comme la grande majorité des joueuses du centre de formation. Elle restera cependant l'une des dernières représentantes de la génération ayant connue la naissance du centre de formation des féminines.

### Carrière en club

#### FF Nîmes MG (2017)
Elle se trouve sans club au début de la saison 2017-2018, la recherche active d'un club de haut niveau est donc la priorité de l'été 2017. Le club de D2 du FF Nîmes MG est alors à la recherche d'une doublure en défense pour compléter son effectif. Le club gardois la signe donc pour une saison.

Le statut du club est semi-pro cela implique que les joueuses n'ont pas de rémunération, mais des primes de match. Cependant les entraînements sont quand même quotidiens. Il devient donc difficile pour elle de vivre loin de ses racines parisiennes, sans rémunération d'autant plus qu'elle n'est pas titulaire dans le club. Elle décide alors durant la trêve hivernale d'observer les offres d'autres club européens.

#### AGSM Vérone (2018)
Son transfert vers l'AGSM Vérone est signé le 12 décembre 2017. Au cours de la première semaine elle s’entraîne avec l'équipe sans pouvoir jouer les matchs officiels (la fédération ayant un retard pour son visa de transfert international). Après la trêve hivernale, elle enchaîne les matchs durant la deuxième partie de saison 2017-2018.

#### Ravenne Women FC (2018-2020)
Durant l'été 2018, elle s'engage avec son nouveau club du Ravenne Women FC qui a une autre ambition car ce club évolue alors en Série B. Elle y fait sa première saison comme titulaire principale. Dans son interview au micro du club, elle déclare se sentir bien dans l'équipe et avoir beaucoup pris en maturité. Elle souhaite une croissance collective à son équipe.
Elle quitte le club en février 2020, après un an et demi passé en Émilie-Romagne pour un nouveau challenge.

#### OGC Nice (depuis 2020)
Elle rejoint l'OGC Nice le 11 février et y inscrit son premier but 5 jours après. Pour ses débuts sous ses nouvelles couleurs, elle effectue beaucoup d'entrée en jeu en D2.

## Style de jeu
Il s'agit d'une joueuse très technique. Sa qualité de relance et sa vision du jeu sont ses qualités premières. Elle a des lacunes dans le duel pur et le jeu physique. Elle peut occuper le poste d'arrière latéral ou de défenseur central.

## Statistiques et Palmarès
| Saison                | Club                  | Championnat           | Championnat | Championnat | Coupe(s) nationale(s) | Coupe(s) nationale(s) | Total | Total |
| Saison                | Club                  | Division              | M.          | B.          | M.                    | B.                    | M.    | B.    |
| 2017-2018             | FF Nîmes MG           | Division 2            | 6           | 0           | 0                     | 0                     | 6     | 0     |
| 2017-2018             | AGSM Vérone           | Serie A               | 9           | 0           | 2                     | 0                     | 11    | 0     |
| 2018-2019             | Ravenne Women FC      | Serie B               | 20          | 0           | 3                     | 0                     | 23    | 0     |
| 2019-2020             | Ravenne Women FC      | Serie B               | 9           | 0           | 1                     | 0                     | 10    | 0     |
| 2019-2020             | OGC Nice              | Division 2            | 3           | 0           | 0                     | 0                     | 3     | 0     |
| 2020-2021             | OGC Nice              | Division 2            | 6           | 0           | 0                     | 0                     | 6     | 0     |
| 2021-2022             | OGC Nice              | Division 2            | 15          | 0           | 1                     | 0                     | 16    | 0     |
| 2022-2023             | OGC Nice              | Division 2            | 11          | 0           | 0                     | 0                     | 11    | 0     |
| 2023-2024             | OGC Nice              | Division 2            | 4           | 0           | 1                     | 0                     | 5     | 0     |
| Total sur la carrière | Total sur la carrière | Total sur la carrière | 83          | 0           | 8                     | 0                     | 91    | 0     |

Elle est triple championne de France U19 avec le Paris Saint-Germain en remportant le Challenge National Féminin U19 en 2015, 2016 et 2017.